# توم كينغ
توم كينغ (بالإنجليزية: Tom King)‏ (9 مارس 1995 ببليموث في المملكة المتحدة - ) هو لاعب كرة قدم بريطاني في مركز حراسة المرمى.

## وصلات خارجية
- توم كينغ على موقع الاتحاد الأوربي (الإنجليزية)
- توم كينغ على موقع قاعدة بيانات كرة القدم.إي يو (الإنجليزية)
- توم كينغ على موقع Soccerbase.com (لاعب) (الإنجليزية)
- توم كينغ على موقع Soccerway.com (الإنجليزية)
- توم كينغ على موقع عالم كرة القدم.نت (الإنجليزية)